# Odile Bihan
Odile Bihan est une nageuse française née le 23 mars 1963.
Elle est membre de l'équipe de France aux Jeux olympiques d'été de 1980 à Moscou, prenant part au 200 mètres brasse ; elle est éliminée en séries. 
Elle a été trois fois championne de France de natation sur 200 mètres brasse (hivers 1980 et 1981 et été 1982). Elle fut très vite remarquée par ses talents de glisse sur sa discipline.
En club, elle a été licenciée au CN Brest.
Sa nièce Coralie Dobral est une nageuse de haut niveau.